# Sijekovac
Sijekovac (szerbül: Сијековац), falu Bosznia-Hercegovinában, Brod községben, a Szerb Köztársaság északi régiójában. 

## Fekvése
A település Bosznia-Hercegovina északi részén, Dobojtól légvonalban 43, közúton 60 km-re északra, községközpontjától légvonalban és közúton 4 km-re délnyugatra, a Száva jobb partján, 88 méteres magasságban fekszik.

## Népessége
| Nemzetiségi csoport | Népesség 1991 | Népesség 2013 |
| ------------------- | ------------- | ------------- |
| Szerb               | 308           | 318           |
| Bosnyák             | 590           | 135           |
| Horvát              | 368           | 30            |
| Jugoszláv           | 241           | 1             |
| Egyéb               | 44            | 13            |
| Összesen            | 1551          | 497           |

## Története
A Száva partjá és a folyó közelében előkerült régészeti leletek tanúsága szerint itt már a bronzkorban emberi települések álltak. A Perakusa nevű lelőhelyen az erődített bronzkori település mellett római település nyomai is előkerültek.
A település 1878-ig tartozott az Oszmán Birodalomhoz. Ekkor a berlini kongresszus határozata alapján az Osztrák-Magyar Monarchia része lett. 1879-ben az első osztrák-magyar népszámlálás során a Brodi járáshoz tartozó településnek 84 háztartása, 306 muszlim, 9 ortodox és 15 római katolikus lakosa volt.
1910-ben a Brodi járáshoz tartozó településen 140 háztartást, 276 római katolikus, 240 muszlim, 105 ortodox, 11 izraelita és 2 evangélikus lakost találtak. A monarchia szétesésével 1918-ban előbb a Szerb-Horvát-Szlovén Királyság, majd 1929-től a Jugoszláv Királyság része lett. 1921-ben a Brod járáshoz tartozó településnek már 793 lakosa volt, közülük 317 római katolikus, 366 muszlim, 99 ortodox, 9 izraelita és 2 görög katolikus volt. Az 1929-es törvény értelmében, amikor Bosznia-Hercegovinát négy banovinára, Drinskára, Vrbaskára, Zetskára és Primorskára osztották, a település a Vrbaska banovina (Orbászi Bánság) része lett, amelynek székhelye Banja Luka volt. 1939-ben a közigazgatás átszervezésével a Hrvatska banovina (Horvát Bánság) része lett.
A második világháborúban Jugoszlávia megszállása után a Független Horvát Állam (NDH) része lett. A második világháború után 1992-ig a település a szocialista Jugoszlávia keretében a Bosznia-Hercegovinai Népköztársaság része volt. 1992. március 26-án és 27-én, a boszniai háború kezdetén, Sijekovacban a Bosznia-hercegovinai Hadsereg (ARBiH), a Horvát Védelmi Erők (HOS) és a Horvát Hadsereg (HV) katonái háborús bűncselekményeket követtek el szerb civilek és katonák ellen. Az esemény máig vitatott és ellentmondásos, de a háborús bűncselekmény a különböző források szerint 20, 47, vagy 60 szerb halálát okozta. 2014 májusában a bosznia-hercegovinai bíróság elítélte Zemir Kovačevićet (HVO) két civil meggyilkolásáért és más civilekkel szembeni embertelen bánásmódért. A 2004-ben Sijekovacban két hét alatt végzett exhumálások során 58 szerb áldozat holttestét tárták fel, akik közül 18 gyermek volt. A boszniai háborút lezáró daytoni békeszerződés rendelkezése alapján az ország területét felosztották a Bosznia-hercegovinai Föderáció és a boszniai Szerb Köztársaság között. A békeszerződés utáni területmegosztási megállapodás értelmében a település a Boszniai Szerb Köztársasághoz került.

## Sport
Az NK Hajduk Sijekovac labdarúgóklubot 1930-ban alapították.

## Nevezetességei
- Szent Marina vértanú tiszteletére szentelt ortodox temploma a régi templom helyén épült, amelyet a muszlim-horvát erők 1992 júliusában teljesen leromboltak. A régi templomot 1970-ben építették, és ugyanazon év július 30-án Longin Tomić zvornik-tuzlai püspök szentelte fel. A régi templomot 1987-ben építették újjá. A felújítás után az illetékes főpap, Vasilije szentelte fel. A mai templom építése 1997-ben kezdődött. Az alapokat 1997. július 30-án szentelte fel Vasilije, Zvornik-Tuzla püspöke. Ugyanő szentelte fel a templomot 2005. július 19-én. A tölgyfa ikonosztázt Boban Suvajac készítette a Prnjavor melletti Ilováról, az ikonokat pedig Vojkan Mitrić festette a Šipovo melletti Janjból. A templomot is ugyanez az ikonfestő festette ki.[13]

- A falu mecsete a 19. században épült. 1992-ben a szerb erők lerombolták. A háború után a helyi muszlimok újjáépítették.

- A sijekovaci mészárlás emlékműve az ortodox templom mellett.

- Bisnica – őskori település maradványai. A lelőhely a Száva partján a folyó okozta erózió következtében lett láthatóvá. A leletek késő bronzkori kerámiák és bronztárgyak voltak.[4]

- Pekarusa – őskori és római kori település maradványai. A lelőhely a Száva közelében húzódó dombháton található, ahol kiterjedt bronzkori erődített település maradványait találták. A területen nagy számban kerültek elő bronzkori kerámialeletek. A bronzkori lelőhely déli peremén római épületek maradványai kerültek elő, korabeli kerámiákkal és pénzérmékkel. Az épületek alapanyaga fa volt.[4]